# Condado de Huelva
Le condado de Huelva est un vin espagnol. Produit dans le vignoble d'Andalousie, il bénéficie d'une dénomination d'origine depuis 1963.

## Historique

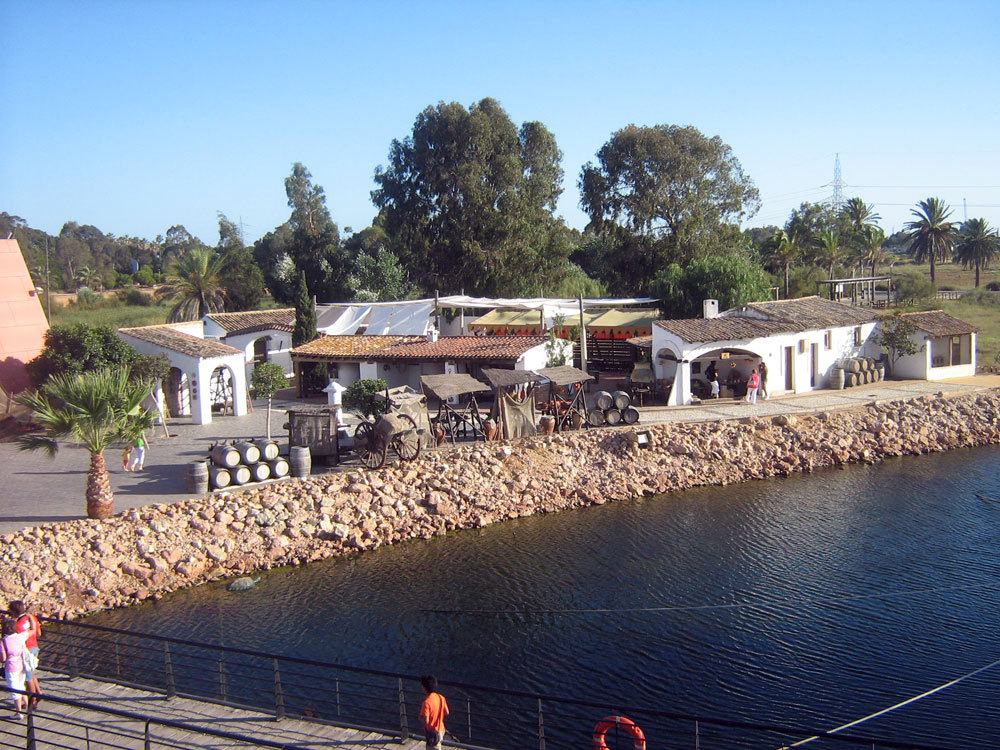
Reconstitution du port médiéval de Palos de la Frontera.

Le début de la viticulture dans cette zone remonte au XIVe siècle, bien que des légendes lui prêtent une existence beaucoup plus ancienne, par un commerce entre Grecs et la civilisation de Tartessos. Le vignoble actuel remonte donc aux plantations effectuées après la reconquête de cette région sur les royaumes musulmans.
Le vignoble atteint son apogée au XVIe siècle par son commerce avec les Indes occidentales. Quelques riches familles de négociants de Rioja investissent localement et continuent d'exporter leur vin. Le négociant le plus influent est Pedro Ramon Jimenez. Ce marché sera anéanti par l'arrivée du phylloxera. La replantation de plants greffés ne permet pas de restaurer la prospérité. Un espoir nouveau se fait jour en 1962 et la dénomination d'origine huelva qui est accordée. Elle est élargie aux vignes alentour dès l'année suivante et prend le nom de condado de Huelva.

## Vignoble

### Situation géographique
Le vignoble occupe 6 000 hectares. Il est établi dans les terres au nord ouest du delta du Guadalquivir. Il couvre une partie du territoire de 18 communes (municipio en espagnol): Almonte, Bollullos Par del Condado, Beas de Huelva, Bonares, Chucena, Gibraleón, Hinojos, La Palma del Condado, Lucena del Puerto, Manzanilla, Moguer, Niebla, Palos de la Frontera, Rociana del Condado, San Juan del Puerto, Trigueros, Villalba del Alcor et Villarrasa.

### Orographie et géologie
Les vignes sont plantées sur des sols plats ou faiblement vallonnés. Elles sont constituées de sédiments à tendance basique (calcaire) moyennement fertiles, très bien adaptés à la viticulture.

### Encépagement
Il se compose de 86 % de zalema, additionné de palomino (variétés locales Palomino Fino et Listán de Huelva), Garrido Fino, Muscat d'Alexandrie et Pedro ximénez.

### Données économiques
Depuis la fin des années 1980, le vignoble est en pleine restructuration.

Entre 1989 et 2002, il a perdu 55 % en surface, passant de 12 000 hectares à 5 468 ha. En parallèle, le nombre d'exploitants a perdu 83 % de ses membres (16 955 exploitants en 1990 et 2 887 en 2002). Cependant, le  rendement est en augmentation régulière, passant de 6 814 à 7 972 kg/ha entre 1994 et 2002, donnant une production relativement stable cependant influencée par l'effet millésime.

## Vin

### Vinification
Le vin traditionnel est un vin muté  le raisin récolté est pressuré est vinifié en vin sec, avant qu'un ajout d'alcool lui donne un titre alcoométrique entre 14 et 17 % de volume. Ce vin était très souvent vieilli en solera.
Depuis les années 1990, le matériel vinaire a évolué. Sa modernisation a entrainé une évolution du vin. La quantité de vin blanc jeune est en constante croissance. Il s'agit d'un vin blanc sec vinifié à basse température et non muté. Il donne un vin entre 11 et 13 % de titre alcoométrique, plus frais et parfumé, mais moins apte au vieillissement, plus souvent commercialisé en bouteille.

### Marché
Le marché intérieur absorbe une bonne partie de la production. Les exportations, 14 600 hectolitres se font majoritairement vers les Pays-Bas, le Royaume-Uni et l'Allemagne.